# Kayayolu, Sur
Kayayolu là một xã thuộc quận Sur, tỉnh Diyarbakır, Thổ Nhĩ Kỳ. Dân số thời điểm năm 2008 là 63 người.